# Dicallaneura ovada
Dicallaneura ovada är en fjärilsart som beskrevs av Hans Fruhstorfer 1914. Dicallaneura ovada ingår i släktet Dicallaneura och familjen Riodinidae. Inga underarter finns listade i Catalogue of Life.